# David Atanga
David Atanga (25 december 1996) is een Ghanees voetballer die bij voorkeur als vleugelspeler speelt. Hij tekende in januari 2015 bij Red Bull Salzburg.

## Clubcarrière
Atanga maakte in januari 2015 de overstap van Red Bull Ghana naar FC Liefering.. Tijdens het seizoen 2014/15 maakte hij twee treffers in dertien competitieduels in de Erste Liga. Aangezien FC Liefering de satellietclub van Red Bull Salzburg is, mag hij eveneens voor die club uitkomen. Op 25 juli 2015 debuteerde de vleugelspeler in het competitieduel tegen SV Mattersburg. Vier dagen later vierde Atanga zijn Europese debuut in de voorronde van de UEFA Champions League tegen Malmö FF.

## Erelijst
Red Bull Salzburg
- Bundesliga

2016